# Cimetière militaire allemand de Menin
Le cimetière militaire allemand de Menin est un cimetière militaire de la Première Guerre mondiale, situé sur le territoire de la ville frontalière belge de Menin et en partie à Wevelgem, dans la province belge de Flandre-Occidentale. Près de 48 000 soldats allemands y ont été enterrés à partir de 1917, ce qui en fait le plus grand des Flandres. Entre les tombes se trouvent plusieurs croix, des chênes et des châtaigniers. Au centre se trouve une chapelle commémorative octogonale.

## Origine
Le cimetière militaire allemand de Menin a été créé par l'armée allemande en 1917 après les batailles dans la région de Menin. Les tombes sont à l'origine celles des soldats qui sont tombés à proximité, principalement lors de 4 grandes batailles : la première bataille d'Ypres (1914), la deuxième bataille d'Ypres (1915), la bataille de Passchendaele (1917) et la bataille de Messines (1917). À la fin de la guerre, 6 340 soldats y sont enterrés.

## Regroupement de plusieurs cimetières à Menin

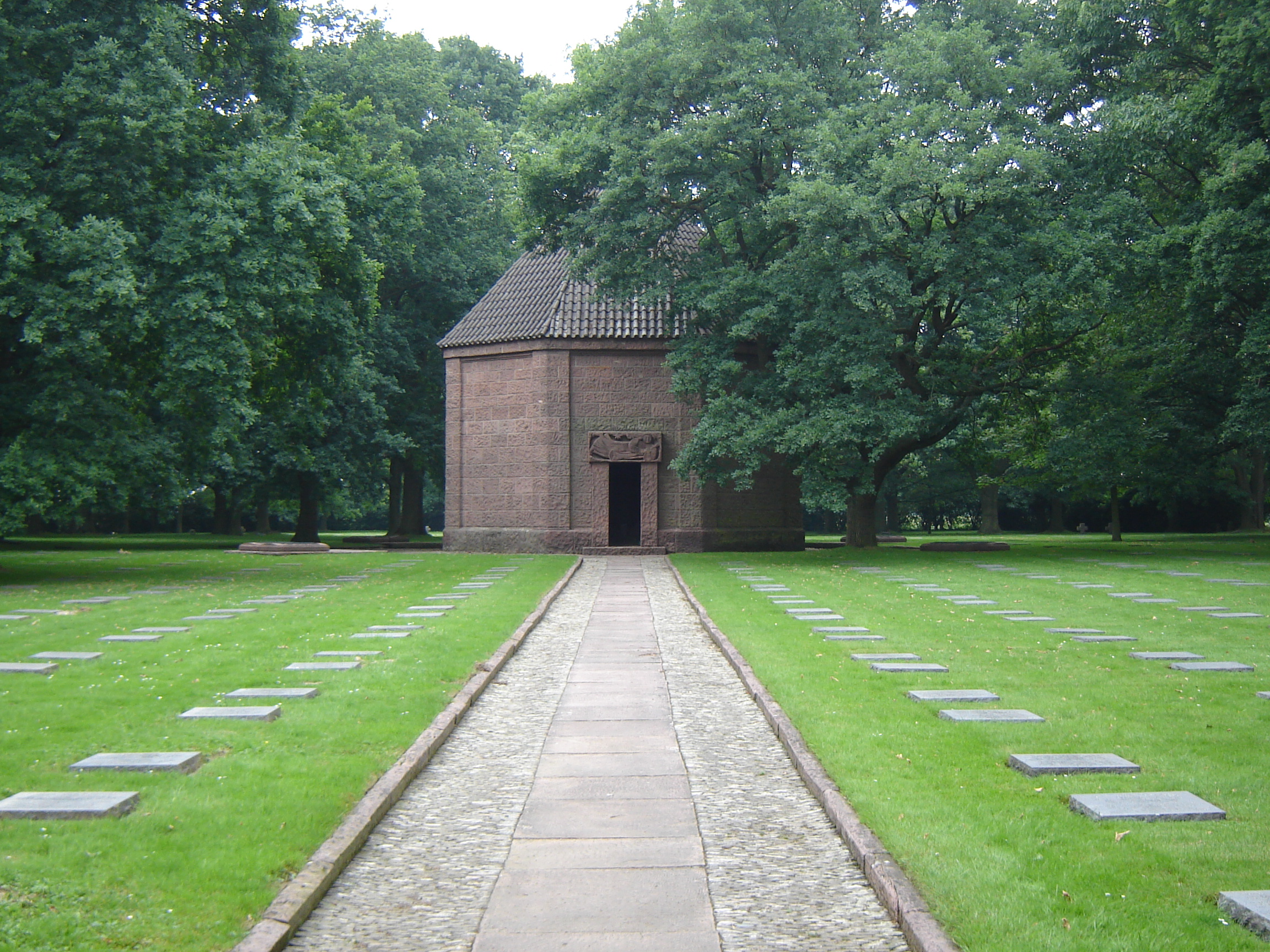
Le mausolée du cimetière de Menin.

Entre 1956 et 1958, les sépultures militaires disséminées dans 128 petits cimetières militaires allemands en Flandres ont été regroupées dans quatre grands cimetières : Langemark, Vladslo, Hooglede et Menin. Les sépultures regroupées à Menin proviennent de 53 petits cimetières. L'architecte allemand Robert Tischler a conçu le mausolée octogonal central et le bâtiment d'accueil. Autour de la chapelle se trouvent huit pierres tombales, portant les noms et les emplacements des 53 cimetières, d'où les morts ont été transférés. Les pierres tombales ont été restaurées en 1991.
Le cimetière est administré par la Commission allemande des sépultures de guerre (Volksbund Deutsche Kriegsgräberfürsorge).